# テレビ金沢
株式会社テレビ金沢（テレビかなざわ、英: Television Kanazawa Corporation）は、石川県を放送対象地域としたテレビジョン放送事業を行っている、特定地上基幹放送事業者である。略称はKTK（K.K. Television Kanazawa・ただし2024年現在は一部除き使用頻度が少ない）、愛称はテレ金（テレきん）。

## 概要
コールサインはJOWX-DTV（金沢）で、開局当初から日本テレビをキー局とするNNN-NNS系列のテレビ局である。地元である北國新聞社との関係は、この局が一番深い。読売新聞北陸支社とも協力関係を持つ。2006年（平成18年）7月1日より地上デジタル放送を開始（物理チャンネル・17ch、出力1kW）、リモコンキーIDはキー局の日本テレビと同じ「4」。本州の日本海側にあるNNN-NNS系列局では最後に開局した局である。
開局当初から使われている同局のイメージソング「てのひらに風の色」は、地元石川県出身で、映画『となりのトトロ』の主題歌などを歌った井上あずみが担当している。同局のジャンクション・工事明けのオープニングで完全版（歌入り）が流れ、工事による終夜放送休止時におけるクロージングにインスト版（歌抜き）が、一部ニュースの天気予報時にはインストのアレンジ版が流れる。
後述の通り、1990年（平成2年）4月1日に開局したがこの日は、同じ石川県の民放FMラジオ局、エフエム石川も開局した。放送エリアも当局とほぼ同じである。放送エリアがほぼ同じのテレビ局とラジオ局が同じ日に開局したのは、地上波では唯一である。衛星波では1996年（平成8年）10月1日のパーフェクTV（ラジオではスターデジオ）、2000年（平成12年）12月1日の衛星デジタル放送（この日に開局した衛星デジタルラジオは現在はすべて閉局したが2011年（平成23年）10月1日に開局した放送大学ラジオが唯一放送中）がある。

## 所在地
本社
石川県金沢市古府二丁目136番地（〒920-0386）
能登支社
石川県輪島市河井町18部42-40 北國新聞社奥能登支社・輪島総局内
東京支社
東京都中央区築地一丁目9－2　イセツネビル6階
大阪支社
大阪府大阪市北区曽根崎新地二丁目6番30号 エム・タナカ梅田ビル6階
富山支社
富山県富山市大手町5-1 富山新聞会館内6階

## 資本構成
企業・団体の名称、個人の肩書は当時のもの。出典：
現在の筆頭株主は北國新聞社であるが、読売新聞グループ本社と日本テレビ放送網の株式を合算すると、北國新聞社と同数の35.25%になる。

### 2021年3月31日
| 資本金 | 発行済株式総数 | 株主数 |
| ------ | -------------- | ------ |
| 18億円 | 36,000株       | 22     |

| 株主                             | 株式数   | 比率   |
| -------------------------------- | -------- | ------ |
| 北國新聞社                       | 12,690株 | 35.25% |
| 読売新聞グループ本社             | 07,020株 | 19.50% |
| 日本テレビ放送網                 | 05,670株 | 15.75% |
| フジ・メディア・ホールディングス | 01,080株 | 03.00% |
| 中日新聞社                       | 01,080株 | 03.00% |
| 朝日新聞社                       | 01,080株 | 03.00% |
| 日本経済新聞社                   | 01,080株 | 03.00% |

## チャンネル

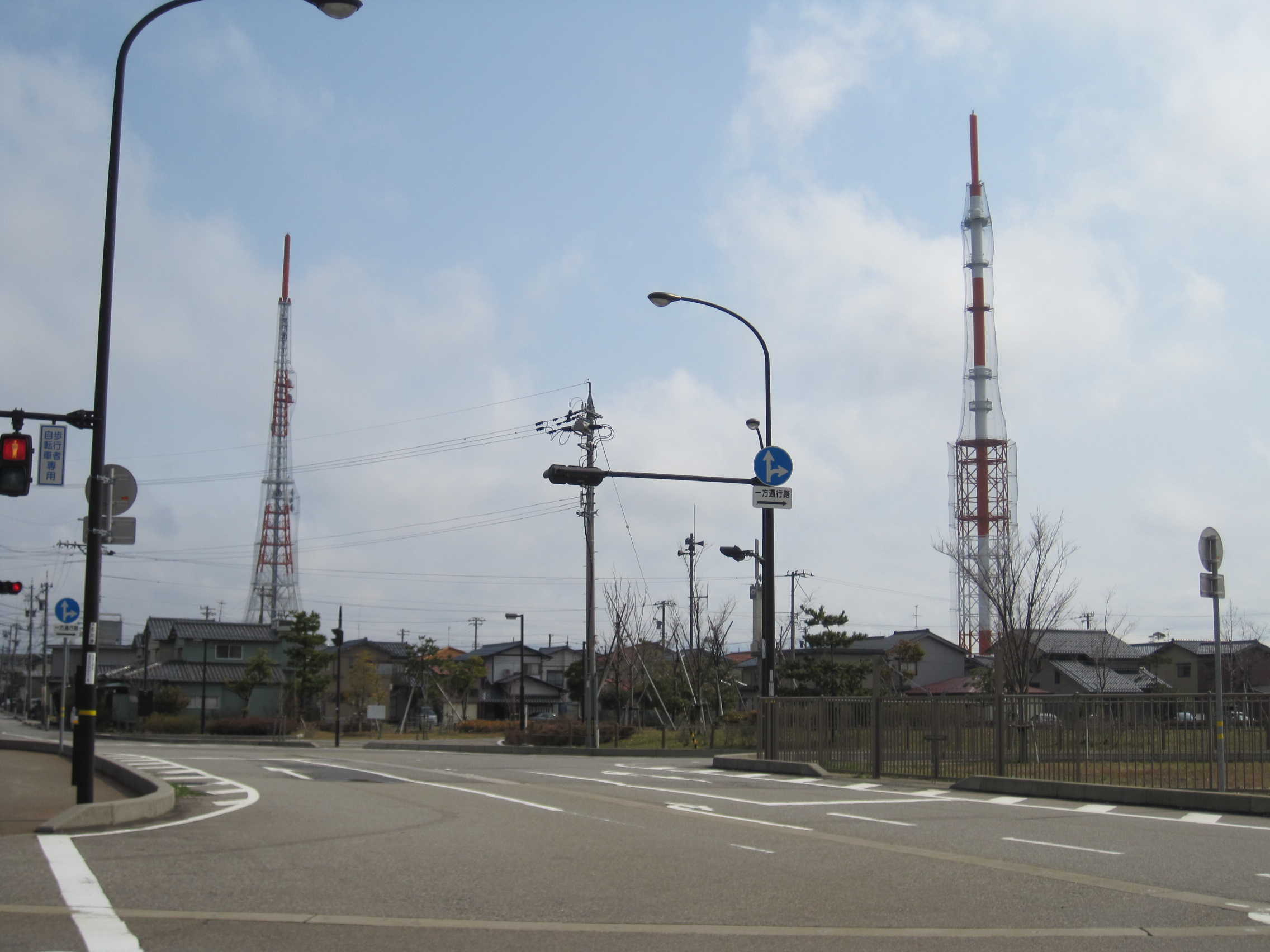
テレビ金沢送信塔（写真左側）

### 親局
- コールサイン：JOWX-DTV

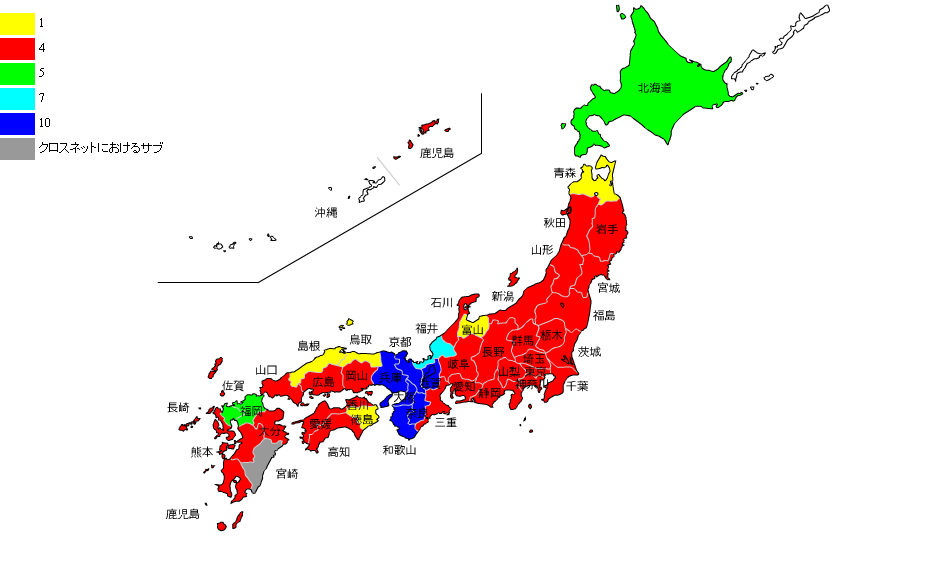
日本テレビ系列のリモコンキーID地図

- コールネーム：テレビかなざわデジタルテレビジョン
  - 物理：17ch
  - リモコンキーID：4
  - 送信出力：1 kW
  - 送信所：金沢市観音堂町字ト1番地（北陸朝日放送・NHK金沢放送局と共用。金沢観音堂テレビジョン放送所を参照）

### 中継局
| - 七尾 30ch 50W - 山中 21ch 0.3W - 羽咋 36ch 10W - 輪島 32ch 10W - 珠洲 37ch 30W - 舳倉 43ch 3W - 大聖寺 36ch 1W - 富来 32ch 3W - 東門前 32ch 1W - 能登鹿島 32ch 3W （垂直偏波） - 町野 32ch 0.3W - 小松金平 21ch 0.05W | - 小松尾小屋 31ch 0.05W - 粟津 17ch 0.1W - 塩屋 17ch 0.3W - 鶴来 21ch 0.3W - 鳥越 21ch 1W - 尾口 21ch 1W - 白山下 46ch 0.01W - 白峰 21ch 0.1W - 加賀東谷口 46ch 0.05W - 津幡竹橋 35ch 0.01W - 片山津 43ch 0.05W |

## アナログ放送
いずれも2011年7月24日に終了した時点のもの。

### 親局
- コールサイン：JOWX-TV
  - チャンネル：33ch
  - 送信出力：映像 10 kW、音声 2.5 kW
  - 送信所：金沢市観音堂町字ト1番地（北陸朝日放送も送信設備の一部を共用）

### 中継局
- 七尾 57ch 300W
- 輪島 19ch 100W
- 珠洲 41ch 200W
- 羽咋 42ch 100W
- 山中 49ch 3W
- 東門前 39ch 10W / 51ch 1W
- 富来 36ch 30W
- 粟津 57ch 1W
- 鶴来 31ch 3W
- 白峰 60ch 1W
- 大聖寺 31ch 10W
- 塩屋 53ch 3W
- 鳥越 57ch 10W
- 尾口 48ch 3W
- 町野 45ch 3W
- 金沢卯辰山 57ch 30W
- 金沢御所 39ch 1W

- 能登鹿島 45ch 10W
- 七尾灘浦 41ch 30W
- 舳倉 42ch 10W
- 門前暮坂 60ch 1W
- 門前皆月 42ch 0.5W
- 鍋谷 62ch 0.1W
- 津幡南中条 53ch 0.1W
- 小松金平 53ch 0.1W
- 加賀東谷口 52ch  0.1W
- 白山下 54ch 0.1W
- 津幡竹橋 53ch 0.1W
- 小松尾小屋 53ch 0.1W
- 吉野谷瀬波 31ch 0.1W
- 片山津 42ch 0.1W
- 片山津南 44ch 0.1W
- 金沢神谷内 52ch 0.1W

- 中継局の設置は、平成新局という事もあり、北陸放送、石川テレビから見れば随分少なく、特に能登地方において貧弱だった。しかし、地上デジタル放送では能登地方にも中継局建設に視野を入れており、後に総務省や地元自治体の支援を得て開局したデジタル新局がある事から、県内を100%カバーする事になった。その一方で、金沢卯辰山、金沢御所、金沢神谷内、門前皆月、門前暮坂、吉野谷瀬波、加賀片山津南、辰口鍋谷、津幡南中条の各局は地デジ化されずに2011年7月24日のアナログ放送終了をもって廃止したほか、珠州中継局は国の完全デジタル化のリハーサル事業に伴いアナログ放送終了の1年前に廃止された。
- 開局当初、タッチ式チャンネル、リモコン式チャンネルのチャンネル設定は10チャンネルに合わせるよう呼びかけていた[11]。

## 情報カメラ設置ポイント
現在
- 本社屋上[注 3]
- 北國新聞会館屋上
- 兼六園園内（NHK金沢放送局と共同設置）
- 輪島（一本松公園）
- 金沢医科大学病院屋上（河北郡内灘町）

## 沿革
- 1986年（昭和61年）1月17日 - 石川地区第3局チャンネル割り当て。同年3月20日までに石川地区だけでも296件の免許申請があった[12]。
- 1989年（平成元年）
  - 5月 - 一本化調整完了[13]。
  - 6月1日 - 予備免許交付。
  - 8月1日 - 会社設立。
  - 8月中 - 送信所竣工[14]。
  - 9月 - 演奏所着工[14]。
  - 10月 - 東京支社開設[14]。
  - 11月 - シンボルマーク決定[14]。
- 1990年（平成2年）
  - 1月 - 日本民間放送連盟に加盟。電波送信塔完成[15]。
  - 2月1日 - 13:00より初めての試験電波を発射（発射初日は映像はカラーバー、音声は1kHzの正弦波のみで約3時間発射された）。
  - 3月 - 新社屋での業務全面開始[15]。
  - 3月25日 - 終日サービス放送（番組の大部分が日本テレビのものを使用。ただし、北陸放送・石川テレビで遅れネットされていた番組の時間帯（『午後は○○おもいッきりテレビ』の内包番組『ごちそうさま』を含む）に関しては日本テレビ制作の別の録画番組で穴埋め）。
  - 4月1日 - 午前5時58分に石川県で3番目のテレビ局として開局（同じ石川県のエフエム石川、長崎県の長崎文化放送と同日開局。開局時の中継局は8局[注 4]）。『NNN朝のニュース』では真新しいスタジオと中継を結んだ。
  - 4月2日 - 全国ネット番組『ズームイン!!朝!』で司会の福留功男を招き、輪島市の朝市から生中継を行った。
    - この日、早朝6時台には自社制作番組『おはよう朝6』、夕方6時台には『テレビ金沢ニュースプラス1』を開始。
- 1992年（平成4年）4月 - 富山支社開設[16]。
- 1996年（平成8年）4月1日 - 石川県の民放テレビ局では初となる夕方ワイド自社制作番組『2時間ワイドじゃんけんぽん』開始。
- 1998年（平成10年）
  - 3月 - 文字多重放送開始[17]。
  - 同年中 - 年間視聴率ならびに年度視聴率で開局以来初の3冠王を獲得（ビデオリサーチ調べ、石川地区・世帯・リアルタイム。2002年まで5年連続）。
- 2003年（平成15年）4月 - 土曜夕方の自社制作番組『じゃんけんサタデー!!』開始。『Smile!』を経て2009年6月まで土曜夕方の自社制作番組が放送されていた。
- 2004年（平成16年）3月27日 - 大連電視台（中華人民共和国）と友好提携を調印[18]。
- 2005年（平成17年）10月3日 - 『びービーみつばち』開始。
- 2006年（平成18年）
  - 3月1日 - 地上デジタル放送対応のマスターに更新（NEC製）。
  - 6月1日 - 地上デジタル放送 サービス放送開始。
  - 7月1日 - 地上デジタル放送開始。
- 2009年（平成21年） 7月6日 - 『となりのテレ金ちゃん』『花のテレ金ちゃん』開始。
- 2009年（平成21年）7月24日 - 地上アナログテレビ放送終了2年前に併せて、珠洲中継局で県内のNHK・民放5社・団体6チャンネル共通で10時から11時の1時間、試験的にアナログ放送休止（デジタル放送は通常放送）。
- 2010年（平成22年）
  - 1月22日 12:00 - 1月24日 12:00 - 地上アナログテレビ放送終了1年半前に併せて珠洲中継局で県内5社・団体6チャンネル共通で2日間・48時間に渡りアナログ放送を休止（デジタル放送は通常放送）。
  - 7月24日 - 珠洲中継局が全国より1年早く、この日の12時をもって地上アナログテレビ放送を全面終了。
- 2011年（平成23年）7月24日 - 12時をもってアナログ放送が終了。翌7月25日の0時に完全停波した。
- 2014年（平成26年）- 年間視聴率三冠王を獲得（ビデオリサーチ調べ、石川地区・世帯・リアルタイム）。
- 2019年（令和元年）11月18日 - 「NNS標準営放システム」サービス提供開始[19]。
- 2020年（令和2年）4月1日 - 開局30周年。
- 2024年（令和6年）1月1日 - 16時10分に発生した能登半島地震による停電などの影響で、輪島市内の一部でテレビが映らない事態が発生し1月26日現在でも視聴できない中継局が残る[20][21]。

## 社史
- 『地域に愛される放送局を目指して テレビ金沢開局10周年誌』 - 2000年発行

## ネットワークの移り変わり
- 1990年（平成2年）4月1日 - 日本テレビ系列のフルネット局として開局した。石川県内の放送局に於いては、初めてのフルネット局となった。
  - 移行された番組の割合は、北陸放送 （MRO）7:石川テレビ（ITC） 3。報道番組など生番組は新規ネット開始である。スポーツ中継やスポンサードネット（石川テレビで放送されていた『笑点』・『土曜グランド劇場 』は除く）は、北陸放送からの移行である。
  - 『ズームイン!!朝! 』『ルックルックこんにちは』『午後は○○おもいッきりテレビ 』『歌のトップテン 』『それいけ!アンパンマン』などは民放2局時代、石川県では放送されなかった。
  - 上記とともに『さわやかニッポン』『ご存じですか(月曜・金曜)』（ともに総理府提供）『全国高等学校クイズ選手権』『24時間テレビ 「愛は地球を救う」』なども、民放2局時代は佐賀県とともに放送されなかった(佐賀県の大部分は福岡放送などが視聴可能）。
  - 1990年（平成2年）3月29日まで『NNNきょうの出来事』月曜から木曜までの天気予報は、県庁所在地の都市が表示されていたが、金沢は表示されなかった。沖縄県では放送されていなかったが、那覇の表示はあった。
  - テレビ金沢の開局後、全国高等学校サッカー選手権大会の全国大会は1991年度の第70回より製作に参加したが、石川県大会のみ1994年度の第73回まで北陸放送が参加していた。スポンサーの関係で、北陸放送（MRO）で放送されていた中京テレビ制作・名鉄グループ一社提供の『旅はパノラマ』が移行された時期は一番遅く、1998年（平成10年）4月9日放送分より移行された[22]。

## 現在の主な番組
詳細は、公式サイトの 番組案内 あるいは 週間番組表 を参照。
※太字は字幕放送。

### 自社制作番組
平日
★印は土曜・日曜にも放送あり。
- となりのテレ金ちゃん[注 5]（月曜 - 木曜 15:53 - 19:00）
  - 花のテレ金ちゃん[注 5]（金曜 15:53 - 19:00）
- 北國新聞ニュース（放送時間は当該項目参照）★
- いしかわ大百科（石川県民大学校放送利用講座・手話放送）（月曜 10:55 - 11:25）
- 弦哲也の人生夢あり歌もあり（月曜 11:47 - 11:55）
- テレビ金沢ニュース（月曜 21:54 - 22:00、火曜 - 日曜 20:54 - 21:00）★
- マル得配便DX（火曜 10:40 - 10:55）
- 新金沢小景（『花のテレ金ちゃん』内の18:30ごろに放送）
- 誉のドコ行く?特別編（金曜 10:55 - 11:25）
- マル得配便（火曜 - 金曜 11:47 - 11:55）
- イチオシ（番組宣伝、随時）★
- お天気です。（天気予報、随時）★

土曜
- まいどさんの金沢クイズ（隔週土曜 11:40 - 11:45、金沢市広報番組・手話放送）[23]
- カラダ大辞典（隔週土曜 11:45 - 11:55）
- テレビ金沢news every.サタデー（土曜 17:00 - 17:30[注 6]）
- ちょこP（土曜 22:54 - 23:00[注 7]）

日曜

#### 特別番組
- 高等学校相撲金沢大会中継（例年5月下旬に放送）
- 五木寛之の新金沢百景（不定期、『新金沢小景』の特別編として年間約3本を制作・放送）

### 日本テレビ系列番組
製作局の表記のないものは日本テレビ制作、遅れネットまたは制作局と同時ネットの全編ローカルセールス枠の番組を掲載。
平日
- news every. 第2部[注 9][注 10][注 11]（月曜 - 金曜 16:45 - 17:53）○

月曜
火曜
- 1×8いこうよ!（0:59 - 1:35（月曜深夜）、札幌テレビ制作）

水曜
- オードリーさん、ぜひ会ってほしい人がいるんです。（0:59 - 1:35（火曜深夜）、中京テレビ制作）

木曜
- 浜ちゃんが!（0:59 - 1:35（水曜深夜）、読売テレビ制作）

金曜
- INITIME MUSIC（0:59 - 1:35（木曜深夜））
- ニノさん（19:00 - 19:56[注 12]）○

土曜
- Friday's EDGE（0:30 - 0:59（金曜深夜）[注 12]）○
- バズリズム02（0:59 - 1:59（金曜深夜）[注 12]）○
- ニュースサタデー（5:45 - 5:55）○
- オー!マイゴッド!私だけの神様、教えます[注 12]（10:30 - 11:25）○
- キントレ[注 12]（13:30 - 14:30）○
- サクサクヒムヒム ☆推しの降る夜☆（23:30 - 23:55[注 12]）○

日曜
- メシドラ〜兼近&真之介のグルメドライブ〜（0:55 - 2:16（土曜深夜））
- 24時間テレビチャリティー・リポート（5:40 - 5:45）
- それいけ!アンパンマン（5:45 - 6:15）※解説放送
- グッと!地球便（6:30 - 7:00、読売テレビ制作）※解説放送
- 所さんの目がテン!（7:00 - 7:30）○
- 一茂×かまいたち ゲンバ（10:25 - 11:25）○
- スクール革命!（11:45 - 12:45）○
- そこまで言って委員会NP[注 11]（13:30 - 15:00[注 12]、読売テレビ制作）○
- 草彅やすともの うさぎとかめ（15:00 - 15:55、読売テレビ制作）※解説放送
- ダウンタウンのガキの使いやあらへんで!（23:25 - 23:55[注 12]）○
  - この他に月曜 - 木曜のDayDay. 第2部の10:25 - 10:55の部分ネット、シューイチ（土曜版）の全編フルネット[注 13]、シューイチ（日曜版）の全編フルネット[注 14]で放送している。

不定期放送
- ぶらり途中下車の旅

### テレビ東京系列番組
- 所さんの学校では教えてくれないそこんトコロ!（土曜 9:25 - 10:25）
- 家、ついて行ってイイですか?（土曜 15:55 - 16:55）

### その他
- さや香・ラニーノーズ・ネイビーズアフロのバツウケテイナーR（木曜 1:34 - 2:06（水曜深夜）、サンテレビ制作）
- Artist#18File（土曜 1:59 - 2:06（金曜深夜）、TOKYO MX制作）

### 再放送番組
- ヒューマングルメンタリー オモウマい店（日曜 16:25 - 17:25、中京テレビ制作）
- 世界の果てまでイッテQ!（不定期放送）
- 秘密のケンミンSHOW極（不定期放送、読売テレビ制作）

## 過去に放送された番組

### 自社制作番組
★印は開局当初に放送されていた番組
- 2時間ワイドじゃんけんぽん
- びービーみつばち
- テレビ金沢プラス1→テレビ金沢ニュースプラス1★
- テレビ金沢Newsリアルタイム
- くらしワイド1130
- ひるドキッ
- ひるドキッF
- じゃんけん!!サタデー → じゃんサタ
- Smile!
- おはよう朝6（ローカル情報と『ルンルンあさ6生情報 』『NNN朝のニュース』→『ジパングあさ6』を内包）★
- KTKニューススポット
- テレビ金沢昼Nワイド（『NNN昼のニュース 』『北國新聞ニュース』を内包）
- KTKウェザースポット★
- テレビ金沢 マル得配便
- 笑って笑ってふるさと再発見（石川県広報番組）★
- クイズ!ふるさと再発見（石川県広報番組）
- かなざわ散歩道（金沢市広報番組）
- かなざわびより（金沢市広報番組）
- サンデ～ト～ク★
- 石川県優良企業ガイド ふるさと熱きフィールド★
- 金沢百万石まつり中継（2010年まで）
- ぶんぶんセブン[25]

### 日本テレビ系列番組
- 花咲くいろは（読売テレビ制作）
- HUNTER×HUNTER
- 誰だって波瀾爆笑
- 心に刻む風景（2021年3月打ち切り、番組自体は継続中）
- 新・日本男児と中居
- EDENS ZERO
- 上沼・高田のクギズケ!（読売テレビ・中京テレビ共同制作、2022年3月打ち切り、番組自体は継続中）
- ルパン三世 PART6
- 太田上田（中京テレビ制作、途中打ち切り、番組自体は継続中）
- 遠くへ行きたい（読売テレビ制作、2023年3月31日打ち切り、番組自体は継続中）
- こどもちょうせんバラエティ いろりろ（読売テレビ制作、途中打ち切り、番組自体は継続中）

### テレビ東京系列番組
- 超星艦隊セイザーX
- しましまとらのしまじろう→はっけん たいけん だいすき! しまじろう→しまじろう ヘソカ（テレビせとうち制作）
- わがまま☆フェアリー ミルモでポン!（わんだほうまで放送）
- NARUTO -ナルト-→NARUTO -ナルト- 疾風伝
- ハヤテのごとく!
- 元祖!でぶや
- 芸能人専用タクシー し〜たく
- 絶対可憐チルドレン
- 地球調査船アメディゾン
- キンコンヒルズ
- 新説!?日本ミステリー
- 田舎に泊まろう!
- クロスゲーム
- リルぷりっ
- アリケン
- ウルトラマン列伝（石川テレビへ移行）
- 牙狼＜GARO＞〜闇を照らす者〜
- 芹澤信雄&東尾理子のゴルフショウダウン
- グラップラー刃牙
- ファッション通信
- 絶品!地球まるかじり
- アメロク（テレビ大阪制作）
- テクノ探偵団
- そうだ旅（どっか）に行こう。
- ざっくりハイタッチ
- このマンガがすごい!（出演者であった新井浩文の不祥事により、第10話で打ち切り）
- 忘却のサチコ
- ヒャッキン!〜世界で100円グッズを使ってみると?〜
- イナズマイレブン オリオンの刻印（以前のシリーズは県内未放送）
- 吉本坂46が売れるまでの全記録（シーズン2）
- ひとりキャンプで食って寝る
- 湯原・逸見のゴルフ苦楽部
- ナベさんミッちゃんのまねまね天国!
- チマタの噺（途中打ち切り）
- スキヤキ!!ロンドンブーツ大作戦
- 空から日本を見てみよう
- ドラマ24（孤独のグルメシリーズ・スナック キズツキ・しろめし修行僧など）
- ゆるキャン△（ドラマ版）
- モヤモヤさまぁ〜ず2（番組自体は継続中）
- 有吉の世界同時中継 〜今、そっちってどうなってますか?〜（番組自体は『有吉木曜バラエティ』に改題して継続中）
- しまじろうのわお!（2023年4月2日打ち切り、テレビせとうち制作、番組自体は継続中）

### 独立テレビ局などの番組
- 新車情報'92'93（テレビ神奈川制作）
- ザ・超人シェフ（LaLa TV制作）
- パチンコ・パチスロ大冒険ジャンバリ〜黄金ホールに眠る秘宝〜
- 洲崎西 THE ANIMATION（声優の洲崎綾が金沢市出身の縁より放送）
- よしもと興業京都支社（KBS京都制作）
- 名馬の肖像（KBS京都制作）
- ゆるキャン△（AT-X・BS11制作）
- 洋楽天国+（テレビ神奈川制作）
- 板尾壇（談）（テレビ埼玉制作、途中打ち切り）
- 宇宙よりも遠い場所
- 刀剣乱舞-花丸-
- スター☆ゴルフマッチII（テレビ埼玉制作）
- ザ・カセットテープ・ミュージック（BS12 トゥエルビ制作）
- 白黒アンジャッシュ[注 15]（千葉テレビ制作）
- 転生したらスライムだった件
- キャッチ!ティニピン

### サービス放送期間中に終了した番組
- 歌のトップテン
- 11PM

### 途中打ち切りとなった番組
- TVおじゃマンボウ（2003年3月末打ち切り）
- @サプリッ!
- AKBINGO!

## 開局時に移行した番組

### 北陸放送から移行した番組
- 火曜サスペンス劇場
MROでは、『MROサタデー劇場[注 16]』と改題して放送。
- 金曜ロードショー
MROでは、『名画招待席』と改題して放送。
- オシャレ30・30
- TVムック・謎学の旅
MROでは、不定期放送。
- ごちそうさま
- すばらしい世界旅行
- ご存じですか
MROでは、総理府（現在の内閣府）提供の月・金曜は放送なし。
- 健康増進時代
- 所さんの目がテン!
MROでは、最初の半年間（1989年10月 - 1990年3月）のみ放送。
- 全日本プロレス中継
- 旅はパノラマ（中京テレビ制作、1998年4月に移行）
- プロ野球日本シリーズ
- ゴルフ中継（よみうりオープン、ゴルフ日本シリーズ、エリエール女子オープンなど）
※ ただし、全国高等学校サッカー選手権大会においては全国大会は1991年、石川県大会は1995年に移行した。
※ また、『キユーピー3分クッキング』は北陸放送がCBC制作版をネットしているため移行の対象とはならなかった。

### 石川テレビ放送から移行した番組
- 土曜グランド劇場（1981年まではMROでネット）
- 日本テレビ火曜8時枠時代劇
- 笑点（石川テレビでは1990年2月で打ち切り、1990年3月25日のサービス放送開始からはテレビ金沢で放送）
- 天才・たけしの元気が出るテレビ!!（石川テレビでは途中打ち切り）
- クイズ世界はSHOW by ショーバイ!!（石川テレビでは途中打ち切り）
- 水曜グランドロマン
- 木曜ゴールデンドラマ（読売テレビ制作）
- スター爆笑Q&A（読売テレビ制作）
- 木曜スペシャル
- 心のともしび

## アナウンサー

### 現職
男性
- 2024年 大河内陽太、村松朋哉

女性
- 2006年 佐野幸穂
- 2018年 市川栞（2021年 - 、記者兼務）
- 2022年 佐藤希生（元大分放送リポーター）
- 2025年 高槌七海、水上乃美

### 過去に在籍したアナウンサー（異動・退職）
太字は現在もテレビ金沢の番組に出演。※はアナウンス部長経験者。●は故人。

#### 男性
- 1990年 
  - 石井慎二 （元東日本放送）[注 17]
  -  塚田誉 ※（ - 2023年、元テレビ宮崎）
  - 平体好孝（1991年 - 2009年、事業部事業・コンテンツ部長）
- 1997年 
  - 田中憲行（ - 2015年10月、大阪支社次長）
- 2003年 
  - 黒口啓一郎（元新潟テレビ21記者。現在はIT業界、金沢市議）
- 2009年 
  - 中村昭治●（テレビ朝日から移籍、2010年出張先で急逝）
- 2011年 
  - 山口真孝（ - 2014年8月中旬、現フリー）
- 2013年 
  - 新岡智昭（ - 2014年12月、アナウンサー時代は報道部兼務→秋田朝日放送→大分朝日放送）
- 2015年 
  - 金山哲平（ - 2022年8月）
  - 堀江政史（現在はRFラジオ日本の番組に出演）
  - 越崎成人（ - 2025年4月、現テレビ神奈川[注 18]）

#### 女性
- 1990年 
  - 亀之内信子（元富山テレビ放送、- 1992年）
  - 連美奈（元宮城テレビ放送、- 1992年、後に中京テレビ放送）
  - 木下道子（元NHK金沢放送局契約、- 1994年）
  - 秋本和美（ - 1994年、当時は契約のお天気キャスター、現フリー）
  - 清原久美子（ - 1994年、当時は契約のお天気キャスター、現フリー。元ボクサー畑山隆則夫人）
  - 横田幸子（元札幌テレビ放送、- 2004年、現フリー）
- 1992年 
  - 八木田幸恵（ - 1994年、現フリー）
- 1993年 
  - 大浦理子（ - 1995年）
- 1994年 
  - 栄永香織
- 1995年 
  - 北條愁子（ - 1998年、後にテレビ朝日ニューヨーク支局リポーター → テレビユー福島を経て、現フリー）
  - 戸丸彰子（ - 2006年、現フリー）
  - 平見夕紀（ - 2006年、現フリー）
- 2001年 
  - 石動知穂
  - 田島葉子（ - 2005年）
- 2003年 
  - 田村純子（長崎国際テレビ → 日本海テレビジョン放送 → - 2007年）
- 2004年 
  - 水澤真理子（ - 2006年）
  - 細木美知代（ - 2010年12月、他部署に異動、テレビ神奈川を経て、現フリー）
- 2006年 
  - 丹羽真由実（ - 2009年9月、テレビ北海道・フリー・福岡放送を経て、現在は再びフリー）
  - 竹村優香（ - 2012年、現フリー）
  - 橋永晶子（NHK和歌山放送局契約 → 1月 - 2013年、現フリー）
  - 松濤まり（ - 2016年、広報担当）
- 2011年 
  - 北村まあさ（ - 2015年10月、現フリー）
- 2013年 
  - 鈴木麻夏（ - 2016年12月、現フリー）
- 2015年 
  - 川崎谷桐子（ - 2016年、現フリー[26][27]）
  - 馬場ももこ（ - 2019年[注 19]、現フリー）
  - 佐竹美希（ - 2019年、フリーを経て、現BSよしもと）
- 2016年 
  - 吉道さゆり（ - 2019年[注 20]、元NHK金沢放送局→フリー→テレビ金沢を経て再びフリー）
  - 宇賀神唯（ - 2019年、元NHK新潟放送局）
  - 小田島愛（ - 2019年、福島テレビに移籍）
- 2017年 
  - 徳前藍（ - 2021年、現フリー）
- 2018年 
  - 笠井結理奈（ - 2021年）
- 2019年 
  - 高橋泉（ - 2022年、元NHK青森放送局、退社後はNHK千葉放送局を経て、地元局の新潟テレビ21に2024年7月から在籍）
  - 森開こゆき（ - 2022年、現フリー）
- 2020年 
  - 篠原千咲（ - 2021年、現フリー）
- 2021年 
  - 久保結（ - 2024年6月、現長野放送）
  - 森谷美雲（ - 2025年3月、現テレビ山梨）
- 加藤実知代（元東日本放送、退社後、北陸朝日放送で土曜・日曜夕方のニュース担当）

## アナウンサー以外の主な出演者

### 現在
- 五木寛之 - 『新金沢小景』に出演。番組の監修と題字も手掛けている。
- 平山貴人 - 『花のテレ金ちゃん』MC
- ぶんぶんボウル - 『となりのテレ金ちゃん』コーナーロケ担当
- 山本雄貴 - 『となりのテレ金ちゃん』月曜レギュラー、「ドローンショー・ジャパン代表取締役」
- なとみみわ - 『となりのテレ金ちゃん』火曜レギュラー、漫画家・イラストレーター
- しもおきひろこ - 『となりのテレ金ちゃん』木曜レギュラー、「しもおきひろこキッチンスタジオ」主宰

### 過去
- 久能靖 - 日本テレビ元アナウンサー、『びービーみつばち』の火曜日コメンテーターとして出演。
- 倉持隆夫 - 日本テレビ元アナウンサー、1995年に読売新聞金沢総局（現：読売新聞北陸支社金沢支局）出向時、同局のニュースキャスターを担当した。
- 小林あや - 元日経CNBCキャスター。土日の定時ニュース全般を一時期担当。
- 松土美智子 - 週末の定時ニュースを随時担当。
- 大平まさひこ - 『となりのテレ金ちゃん』月曜レギュラー、「口コミ!ここが通の店」担当
- 成田由里 - 『となりのテレ金ちゃん』火曜レギュラー、「株式会社ウーマンスタイル」代表取締役

## アナウンサー以外の著名な社員

### 現在
- 橋本晃司 - 元プロサッカー選手。2023年6月1日に入社、東京支社営業部に勤務。

### 過去
- 中崎清栄 - 元北陸放送アナウンサー、ディレクター。定年後に入社、ドキュメンタリー制作やナレーターを担当[28]。

## 不祥事
- 2025年7月2日、テレビ金沢は、取締役編成局長が自転車で飲酒運転したとして、石川県警察に道路交通法違反容疑で摘発されたと発表した[29]。

## 備考
開局当初から自社制作番組の制作には積極的であり、開局時には早朝の自社制作情報番組『おはよう朝6』（1990年（平成2年）4月2日 - 1993年（平成5年）4月2日、6:00 - 7:00）が放送されていた。1時間番組のうち30分は自社制作であった。『ルンルンあさ6生情報』の一部コーナーと『NNN朝のニュース』（1992年（平成4年）3月27日まで）『ジパングあさ6』（1992年（平成4年）3月30日から）を内包していた。開局した放送局が早朝の自社制作情報番組を放送したのは、全国でも異例である。『ズームイン!!朝!』で石川県内から中継のある日は中継現場とつないでいた。
『ジパングあさ6』のフルネット後は昼枠に自社制作番組を移し『テレビ金沢昼Nワイド』(1993年（平成5年）4月5日 - 1996年（平成8年）3月29日、11:30 - 12:00・『NNN昼のニュース』『北國新聞ニュース』を内包）を放送していた。
1996年（平成8年）4月1日、石川県の民放テレビ局では初の夕方ワイド自社制作番組『2時間ワイドじゃんけんぽん』を開始。夕方ワイドは『びービーみつばち』『となりのテレ金ちゃん』『花のテレ金ちゃん』へと受け継がれている。
日本テレビ系列である読売テレビ制作番組は全国ネット程度であった時期があるが、2007年（平成19年）10月の改編で『情報ライブミヤネ屋』『たかじんのそこまで言って委員会』を開始。以後『上沼・高田のクギズケ!』（中京テレビと共同制作）などを開始している。2022年（令和4年）3月で『上沼・高田のクギズケ!』、2023年（令和5年）3月で『遠くへ行きたい』が打ち切りとなった。
中京テレビを中心とした中部ブロックに属しており、年末には中部ブロックネット番組が放送されている。また、夕方のローカルニュースでは中部企画を年数回放送している。
遅れネットしているテレビ東京系の番組に関しては、2022年（令和4年）から2023年（令和5年）にかけて『しまじろうのわお!』（テレビせとうち制作）・『モヤモヤさまぁ〜ず2』および『有吉の世界同時中継 〜今、そっちってどうなってますか?〜』がの3つが打ち切りとなった結果2つを残すのみとなり、2025年（令和7年）現在では県内の民放テレビ4局で最もテレビ東京系の番組が少なくなっている。
ローカルニュースはホームページ（『NNNドットコム』）で動画配信されている。
『となりのテレ金ちゃん』『花のテレ金ちゃん』で放送された『誉のドコ行く』『口コミ、ここが通の店』などの内容は『テレ金動画ちゃんねる』で動画配信している。
隣県の富山県・福井県ではケーブルテレビの区域外再放送を行っていない（富山県では地デジ完全移行までは一部のCATVで行っていた）。一方で、福井放送では日本テレビ制作の『スッキリ』→『DayDay.』や読売テレビ制作の『ウェークアップ』・『そこまで言って委員会NP』などが放送されていない。
富山県・福井県で発行されている全国紙では各紙で番組表が掲載されている。富山県の読売新聞(富山県高岡市の北陸支社発行）、福井県の産経新聞、富山県・福井県の日本経済新聞はフルサイズ、富山県・福井県の朝日新聞（富山県は第2テレビ欄）・福井県の毎日新聞・読売新聞（第2テレビ欄・大阪本社発行）ではハーフサイズ以下で掲載されている。地方紙では北陸中日新聞富山県版・福井新聞（第2テレビ欄）・日刊県民福井・中日新聞福井県版でハーフサイズ以下の掲載を行っている。スポーツ紙では富山県・福井県のスポーツニッポン（大阪本社版）・富山県の中日スポーツでフルサイズ、福井県の日刊スポーツ（大阪本社版・石川県などと共有紙面）、富山県・福井県のスポーツ報知（富山県は東京本社版、福井県は大阪本社版）でハーフサイズ以下の掲載となっている。富山県の北日本新聞（2011年（平成23年）9月末で掲載中止）・富山新聞（2023年（令和5年）2月末で掲載中止）・富山県・福井県のデイリースポーツ・富山県の日刊スポーツ・福井県の中日スポーツ・サンケイスポーツでは掲載されていない。富山県では2024年9月30日で毎日新聞・産経新聞・サンケイスポーツの販売を中止している。
番組表の放送局名表記はスポーツニッポン（北陸、大阪本社版）のみ金沢で、その他はすべてテレビ金沢（なお、北陸中日新聞・中日スポーツでの番組解説では放送局名は「金沢」と表記）。また、テレビ金沢の略称である「KTK」を使う機会は一部テレビ雑誌（『ザテレビジョン』など）やニュース速報などを除き減少している。なお、読売新聞の北陸支社発行版では、2011年（平成23年）7月24日に実施した番組表の改正で新たに「KTK」の略称使用を開始している。
過去に遅れネットの番組や再放送番組での字幕放送は北陸3県の放送局で唯一実施していなかった。また、自社制作番組での字幕放送も過去に実施したことがない（『NNNドキュメント』で放送された場合を除く）。
2003年（平成15年）頃から未明の時間帯には定時番組の終了後からエンディングIDなしで日テレNEWS24（CS）をフィラーとして放送しているが、2011年（平成23年）4月1日以降、月曜 - 金曜の3:58以降のCS再送信が打ち切りとなり『Oha!4 NEWS LIVE』は、番販・ラインネットパートである第2部（5:20 - 5:50）のみのネットに変更となっている。また深夜帯の番組では、独自に時間帯を付加するなどを行っていた（詳細はのりのりを参照）。2023年（令和5年）4月現在現在の基点時間は平日（月曜 - 金曜）は4:20（EPG上ではフィラーを4:00で区切っている）、土曜は3:58、日曜は4:08である。なお、本社演奏所・送信所工事のため終夜放送休止日を設けることがある。
NNNへのローカルニュース配信は、ハイビジョン映像を送出する回線が地上デジタル放送開始当初は未整備だったため、開始後もしばらくは左右黒帯のサイドカット画面（SD）で配信されていた（日テレNEWS24のBS日テレ同時放送でも同様）。その後、2009年（平成21年）8月に送出回線のハイビジョン更新が完了した模様（8月9日未明の日テレNEWS24内で石川発の特集がハイビジョンで放送された）。
北國新聞社・読売新聞社が主要株主であるが、開局時から中日新聞社も出資している。2014年（平成26年）3月から2020年（令和2年）まで北陸中日新聞のCMが放送されていた（主に3月から4月にかけて放送されていた）。2021年（令和3年）以降は放送されていない。
公式サイト上で番組審議会の報告を公表する一方で、自己批評番組の放送は北陸3県のテレビ・ラジオの県域局で唯一実施していない（番組審議会開催時は夕方のニュースで放送）。また、外部の番組モニター制度は北陸3県の民放では唯一設けていない。
ハウス食品のテレビCM（スポットCM）を平成以降に開局したいわゆる平成新局で放送している数少ない局の一つである。他には同じエリアの北陸朝日放送やあいテレビ（愛媛県）などがある。

### マスコットキャラクター
- 現在、テレビ金沢のマスコットキャラクターは通称「テレ金ちゃん」[注 22]。まんじゅう型の体に手の生えたような体のものが、白・ピンク・緑の3体。
- 3体ともそれぞれ名前やキャラ設定されておらず、一部からは「テレ金ちゃんたち」や、24時間テレビなどの企画でもらえる「3色まんじゅう」の色合いからそれぞれ「抹茶」、「イチゴ」、「バニラ」と呼ばれている。
  - なお、「テレ金ちゃん」は『となりのテレ金ちゃん』の番組キャラクターも兼ねている。